# Upplands runinskrifter 572
Upplands runinskrifter 572 är en vikingatida runsten av granit i Kragsta, Lohärads socken och Norrtälje kommun. Runstenen är 1,2 meter hög och 0,8 meter bred samt 0,5-0,6 meter tjock. Uppgifter finns om att stenens ursprungliga plats är i en lövhage 1 kilometer nordväst om Kragsta. Runt 1820 togs den emellertid därifrån för att användas som spiselhäll. Runt år 1880 revs spisen och runstenen gick då sönder. Stenen lagades sedan och restes på sin nuvarande plats.

## Inskriften
Translitterering av runraden:
...(l)auh · lit bro ' kera ' stain ' rita · eftiʀ · ioan · buanda · sin · ok · kunar · ok · ali · (e)ftiʀ · boþor · sin
Normalisering till runsvenska:
...laug let bro gærva, stæin retta æftiʀ Ioan, boanda sinn, ok Gunnarr ok Ali/Alli æftiʀ broður sinn.
Översättning till nusvenska:
... -lög lät göra bron och resa stenen efter Johan, sin make, och Gunnar och Ale (Alle) efter sin broder.